# Gabriele Mehl
Gabriele Mehl (Hagenbach, 25 febbraio 1967) è un'ex canottiera tedesca.

## Carriera
Tesserata per il Ruderklub am Baldeneysee di Essen, inizialmente fa parte dell'equipaggio dell'otto della Germania Ovest partecipando ai Giochi olimpici di Seul 1988, classificandosi al settimo e ultimo posto.
Dal 1990 passa al quattro senza, vincendo subito l'argento ai maondiali del Lago Barrington insieme a Silvia Doerdelmann, Meike Hollaender e Cerstin Petersmann seguito dal bronzo dell'anno successivo sempre con Petersmann, ma con Kathrin Haacker e Judith Ungemach-Zeidler al posto di Doerdelmann e Hollaender.
Nel 1992 vince il bronzo ai Giochi olimpici di Barcellona 1992 insieme a Antje Frank, Birte Siech e Annette Hohn dietro alle vincitrici statunitensi e al Canada.
Ai campionati tedeschi vanta quattro titoli nazionali consecutivi nel quattro senza dal 1990 al 1993 e due nel due senza nel 1993 e nel 1994 insieme a Birte Siech.
In patria ha ricevuto il lauro d'argento.

## Palmarès
- Giochi olimpici

Barcellona 1992: bronzo nel quattro senza.
- Campionati mondiali

Lago Barrington 1990: argento nel quattro senza.
Vienna 1991: bronzo nel quattro senza.